# Генерация второй оптической гармоники

Схематическое изображение преобразования частоты в нелинейной среде

Схема устройства для генерации второй гармоники оптического излучения

Генера́ция второ́й гармо́ники (ГВГ) — нелинейно-оптический процесс, в котором фотоны с одинаковой частотой, взаимодействуя с нелинейным материалом, объединяются для формирования новых фотонов с удвоенной энергией, и, следовательно, с удвоенной частотой и длиной волны в половину меньшей начальной. Это частный случай нелинейного сложения частот излучения.
Объяснение эффекта можно также найти в Видео на YouTube.

## История
Генерация второй гармоники была впервые реализована Питером Франкеном, Хиллом, Петерсом и Вайнрайхом в Университете Мичигана, Анн-Арборе, в 1961 году. Реализация стала возможной благодаря изобретению лазера, который создал необходимую высокую интенсивность монохроматического излучения. В этом опыте излучение, генерируемое рубиновым лазером, фокусировалось на кристалл кварца. Выходное излучение раскладывали в спектр при помощи дисперсионной призмы и фокусировали на фотопластинку. В опыте  наблюдадось, что помимо света на частоте лазера из кристалла исходило излучение на с длиной волны 347 нм. Это и была вторая гармоника. Позже эксперименты по ГВГ повторили Джордмейн, Мейкер и др., Миллер и Сейвидж и др.

## Вывод уравнения
Уравнение для частотной компоненты поля с частотой {\displaystyle \omega _{n}} может быть записано как:
{\displaystyle \nabla ^{2}\mathbf {E} _{n}(\mathbf {r} )+{\frac {\omega _{n}^{2}}{c^{2}}}{\varepsilon }\left(\omega _{n}\right)\cdot \mathbf {E} _{n}(\mathbf {r} )=-{\frac {\omega _{n}^{2}}{\varepsilon _{0}c^{2}}}\mathbf {P} _{n}^{\mathrm {NL} }(\mathbf {r} ),}
где {\displaystyle \varepsilon \left(\omega _{n}\right)} — диэлектрическая проницаемость материала на частоте {\displaystyle \omega _{n}.}
Рассмотрим общий случай генерации суммарной частоты {\displaystyle \omega _{3}} двумя волнами с частотами {\displaystyle \omega _{1}} и {\displaystyle \omega _{2}.} Генерация второй гармоники — частный случай при {\displaystyle \omega _{1}=\omega _{2}=\omega ,} {\displaystyle \omega _{3}=\omega _{1}+\omega _{2}=2\omega }. Будем считать, что волна распространяется в направлении оси {\displaystyle z} и векторные величины можно заменить скалярными.
Тогда поляризованность будет:
{\displaystyle P_{3}(\omega _{3})=\varepsilon _{0}\chi ^{(2)}E_{1}(\omega _{1})E_{2}(\omega _{2})=4\varepsilon _{0}d_{\text{eff}}(\omega _{3};\omega _{1},\omega _{2})E_{1}(\omega _{1})E_{2}(\omega _{2}),\,}
в случае второй гармоники:
{\displaystyle P(2\omega )=\varepsilon _{0}\chi ^{(2)}E^{2}(\omega )=2\varepsilon _{0}d_{\text{eff}}(2\omega ;\omega ,\omega )E^{2}(\omega ),})
где {\displaystyle d_{\text{eff}}} — эффективный нелинейно-оптический коэффициент.
Учитывая что:
{\displaystyle E_{i}(z,t)=E_{i}(\omega _{i})e^{-i\omega _{i}t},}
{\displaystyle E_{i}(\omega _{i})=A_{i}e^{ik_{i}z},}
будет:
{\displaystyle P_{3}(\omega _{3})=4\varepsilon _{0}d_{\text{eff}}A_{1}A_{2}e^{ik_{1}z+ik_{2}z},\,}
При подстановке в волновое уравнение получаем:
{\displaystyle {\begin{array}{c}{\left[{\frac {{\text{d}}^{2}A_{3}}{{\text{d}}z^{2}}}+2ik_{3}{\frac {{\text{d}}A_{3}}{{\text{d}}z}}-k_{3}^{2}A_{3}+{\frac {\varepsilon \left(\omega _{3}\right)\omega _{3}^{2}A_{3}}{c^{2}}}\right]e^{i\left(k_{3}z-\omega _{3}t\right)}+\mathrm {c.c.} }={\frac {-4d_{\mathrm {eff} }\omega _{3}^{2}}{c^{2}}}A_{1}A_{2}e^{i\left[\left(k_{1}+k_{2}\right)z-\omega _{3}t\right]}+\mathrm {c.c.} \end{array}}.}
Поскольку {\displaystyle k_{3}^{2}=\varepsilon \left(\omega _{3}\right)\omega _{3}^{2}A_{3}/c^{2},} получаем:
{\displaystyle {\frac {{\text{d}}^{2}A_{3}}{{\text{d}}z^{2}}}+2ik_{3}{\frac {{\text{d}}A_{3}}{{\text{d}}z}}={\frac {-4d_{\mathrm {eff} }\omega _{3}^{2}}{c^{2}}}A_{1}A_{2}e^{i\left(k_{1}+k_{2}-k_{3}\right)z}.}
Воспользуемся приближением медленно меняющихся амплитуд:
{\displaystyle {\frac {{\text{d}}A_{3}}{{\text{d}}z}}={\frac {2id_{\mathrm {eff} }\omega _{3}^{2}}{k_{3}c^{2}}}A_{1}A_{2}e^{i\Delta kz},}
{\displaystyle {\begin{aligned}{\frac {{\text{d}}A_{1}}{{\text{d}}z}}&={\frac {2id_{\mathrm {eff} }\omega _{1}^{2}}{k_{1}c^{2}}}A_{3}A_{2}^{*}e^{-i\Delta kz}\\{\frac {{\text{d}}A_{2}}{{\text{d}}z}}&={\frac {2id_{\mathrm {eff} }\omega _{2}^{2}}{k_{2}c^{2}}}A_{3}A_{1}^{*}e^{-i\Delta kz}\end{aligned}},}
где {\displaystyle \Delta k=k_{1}+k_{2}-k_{3}.}

Зависимость интенсивности второй гармоники на расстоянии от разности При достигается условие фазового синхронизма и интенсивность максимальна.

При низком коэффициенте преобразования ({\displaystyle A_{3}\ll A_{1},A_{2}}) амплитуды {\displaystyle A_{1}} и {\displaystyle A_{2}} можно считать постоянными по всей длине взаимодействия {\displaystyle L.} Учитывая граничные условия{\displaystyle E_{3}(z=0)=0,} получим:
{\displaystyle A_{3}(L)={\frac {2id_{\mathrm {eff} }\omega _{3}^{2}A_{1}A_{2}}{k_{3}c^{2}}}\int _{0}^{L}e^{i\Delta kz}{\text{d}}z={\frac {2id_{\mathrm {eff} }\omega _{3}^{2}A_{1}A_{2}}{k_{3}c^{2}}}\left({\frac {e^{i\Delta kL}-1}{i\Delta k}}\right).}
Тогда интенсивность будет:
{\displaystyle I_{i}=2n_{i}\varepsilon _{0}c|A_{i}|^{2},}
{\displaystyle I_{3}={\frac {2d_{\mathrm {eff} }^{2}\omega _{3}^{2}}{n_{1}n_{2}n_{3}\varepsilon _{0}c^{3}}}L^{2}\operatorname {sinc} ^{2}\left({\frac {\Delta kL}{2}}\right)I_{1}I_{2},}
для второй гармоники:
{\displaystyle I(2\omega )={\frac {2\omega ^{2}d_{\text{eff}}^{2}L^{2}}{n_{2\omega }n_{\omega }^{2}c^{3}\varepsilon _{0}}}\operatorname {sinc} ^{2}\left({\frac {\Delta kL}{2}}\right)I^{2}(\omega ).}
При выполнении условия фазового синхронизма {\displaystyle \Delta k=0} интенсивность максимальна и растет как {\displaystyle z^{2}.}

## Решение с учётом истощения волны накачки
Когда преобразование во 2-ю гармонику становится значительным, необходимо учитывать истощение волны накачки.

Аналогично предыдущему параграфу, уравнения на амплитуды запишутся как:
{\displaystyle {\frac {{\text{d}}A_{1}}{{\text{d}}z}}={\frac {2i\omega _{1}^{2}d_{\mathrm {eff} }}{k_{1}c^{2}}}A_{2}A_{1}^{*}e^{-i\Delta kz},}
{\displaystyle {\frac {{\text{d}}A_{2}}{{\text{d}}z}}={\frac {i\omega _{2}^{2}d_{\mathrm {eff} }}{k_{2}c^{2}}}A_{1}^{2}e^{i\Delta kz},}
где * означает комплексно-сопряженную величину,
{\displaystyle A_{2}} — амплитуда второй гармоники,
{\displaystyle A_{1}} — амплитуда основной волны, {\displaystyle \omega _{2}=2\omega _{1}=2\omega .}
Для простоты предположим, что {\displaystyle \Delta k=0.}

Интенсивность второй гармоники при соблюдении условия фазового синхронизма (синяя линия) и интенсивность падающей волны (оранжевая линия) в зависимости от безразмерного расстояния взаимодействия. Г

Запишем следствие соотношений Мэнли — Роу:
{\displaystyle n_{2}|A_{2}|^{2}+n_{1}|A_{1}|^{2}=n_{1}|A_{0}|^{2},}
так как суммарная интенсивность {\displaystyle I_{1}+I_{2}=I=2n_{1}\varepsilon _{0}c|A_{0}|^{2}.}
При этом амплитуды представимы в виде:
{\displaystyle {\begin{aligned}A_{1}&=|A_{1}|e^{i\varphi _{1}},\\A_{2}&=|A_{2}|e^{i\varphi _{2}}.\end{aligned}}}

Амплитуда второй гармоники при распространении в нелинейной среде в зависимости от расстояния. Обозначения см. в статье J. A. Armstrong. соответствует условию фазового синхронизма.

Подставив соотношения на амплитуды во второе уравнение, получаем:
{\displaystyle {\frac {{\text{d}}|A_{2}|}{{\text{d}}z}}e^{i\varphi _{2}}={\frac {i\omega _{2}^{2}d_{\mathrm {eff} }}{k_{2}c^{2}}}{\frac {n_{2}}{n_{1}}}\left({\frac {n_{1}}{n_{2}}}|A_{0}|^{2}-|A_{2}|^{2}\right)e^{2i\varphi _{1}},}

{\displaystyle \int _{0}^{|A_{2}|_{z=L}}{\frac {d|A_{2}|}{{\frac {n_{1}}{n_{2}}}|A_{0}|^{2}-|A_{2}|^{2}}}=\int _{0}^{L}{{\frac {i\omega _{2}^{2}d_{\mathrm {eff} }}{k_{2}c^{2}}}{\frac {n_{2}}{n_{1}}}e^{2i\varphi _{1}-i\varphi _{2}}{\text{d}}z}.}
Используя:
{\displaystyle \int {\frac {dx}{a^{2}-x^{2}}}={\frac {1}{a}}\operatorname {th} ^{-1}{\frac {x}{a}},}
получим
{\displaystyle |A_{2}|_{z=L}={\sqrt {\frac {n_{1}}{n_{2}}}}|A_{0}|\operatorname {th} \left({\sqrt {\frac {n_{1}}{n_{2}}}}|A_{0}|{{\frac {i\omega _{2}^{2}d_{\mathrm {eff} }}{k_{2}c^{2}}}{\frac {n_{2}}{n_{1}}}e^{2i\varphi _{1}-i\varphi _{2}}L}\right).}
Предположим, что начальные фазы таковы, что {\displaystyle e^{2i\varphi _{1}-i\varphi _{2}}=-i,} тогда:
{\displaystyle |A_{2}|_{z=L}={\sqrt {\frac {n_{1}}{n_{2}}}}|A_{0}|\operatorname {th} \left(L/l\right),}
где {\displaystyle l={\frac {{\sqrt {n_{1}n_{2}}}c}{|A_{0}|\omega _{2}d_{\mathrm {eff} }}}}
{\displaystyle I(2\omega ,L)=I(\omega ,0)\operatorname {th} ^{2}{\left({\frac {|A_{0}|\omega _{2}d_{\mathrm {eff} }L}{{\sqrt {n_{1}n_{2}}}c}}\right)},}
{\displaystyle I(\omega ,L)=I(\omega ,0)\operatorname {sch} ^{2}{\left({\frac {|A_{0}|\omega _{2}d_{\mathrm {eff} }L}{{\sqrt {n_{1}n_{2}}}c}}\right)}.}
В общем случае отсутствия фазового синхронизма решение приведено в статье и выражается эллиптическими интегралами.

## Механизм возникновения явления
При падении электромагнитной волны небольшой амплитуды на диэлектрик суммарный дипольный момент единицы объёма (поляризованность диэлектрика), возникающий при этом, пропорционален амплитуде волны. В результате дипольный момент рождает вторичную волну той же частоты. При больших амплитудах суммарный дипольный момент является нелинейной функцией амплитуды падающей волны. То есть он оказывается зависящим не только от первой, но и от второй, третьей и последующих степеней амплитуды падающей волны. Это и приводит к порождению вторичных волн удвоенной, утроенной и т. д. частоты (из тригонометрии известно, что {\displaystyle \cos ^{2}\omega t=(1+\cos 2\omega t)/2,} {\displaystyle \cos ^{3}\omega t=(3\cos \omega t+\cos 3\omega t)/4,} и т. д.).

## С точки зрения квантовой механики

Схема энергетических уровней в процессе генерации второй гармоники

С квантовой точки зрения нелинейный процесс преобразования частоты выглядит следующим образом. При генерации второй гармоники, можно считать, что два фотона исходной частоты {\displaystyle \omega } одновременно поглощаются в среде, переводя систему на виртуальный уровень с энергией {\displaystyle 2\hbar \omega ,} после чего система релаксирует с этого уровня в основное состояние с излучением фотона с частотой {\displaystyle 2\omega }.

## Применение
В исследованиях по направлению лазерного термоядерного синтеза используют ГВГ, поскольку критическая плотность плазмы прямо пропорциональна квадрату частоты воздействующего излучения, то увеличение частоты излучения приводит к повышению значения критической плотности плазмы, следовательно, воздействующее излучение взаимодействует с более плотными слоями плазмы. Также использование излучения оптических гармоник позволяет изолировать лазер от отраженного плазмой излучения и тем самым предотвратить разрушение оптических элементов. Использование оптических гармоник применяется для зондирования плазмы. Помимо этого, ГВГ используется для накачки других лазеров и расширения спектра многоспектральных лазерных установок.

### Материалы, использующиеся для генерации второй гармоники
Кристаллическая решетка таких материалов не обладает центром инверсии. Так, например, вода, стекло, кристаллы с кубической симметрией не могут генерировать вторую гармонику в объёме.
Здесь приводятся некоторые типы кристаллов, использующихся с определёнными типами лазеров для генерации второй гармоники:
- Фундаментальная волна на 600—1500 нм:[10] BiBO (BiB3O6)
- Фундаментальная волна на 570-4000 нм:[11] Иодат лития LiIO3.
- Фундаментальная волна на 800—1100, часто 860 или 980 нм:[12] Ниобат калия KNbO3
- Фундаментальная волна на 410—2000 нм : BBO (β-BaB2O4)[13]
- Фундаментальная волна на 984 нм-3400 нм: KTP (KTiOPO4) or KTA,[14]
- Фундаментальная волна на 1 064 нм : Дигидроортофосфат калия KDP (KH2PO4), Триборат лития (LiB3O5), CsLiB6O10 и Борат бария BBO(β-BaB2O4).
- Фундаментальная волна на 1 319 нм : KNbO3, BBO (β-BaB2O4), Дигидроортофосфат калия KDP (KH2PO4), LiIO3, LiNbO3, и Титанил-Фосфат Калия KTP (KTiOPO4).
- Фундаментальная волна на ~1000-2000 нм : кристалы для обеспечения квази-фазового синхронизма, такие как, PPLN.[15]

Примечательно, что нитевидные биологические белки с цилиндрической симметрией, такие как коллаген, тубулин или миозин, а также некоторые углеводы (такие как крахмал или целлюлоза) также являются довольно хорошими преобразователями во вторую гармонику (накачка в ближней инфракрасной области).

## Где наблюдается
В сегнетоэлектриках с большой поляризуемостью. Потенциальная яма для электрона там сильно несимметрична. Поэтому сегнетоэлектрик со спонтанной поляризацией много эффективнее преобразует частоту излучения, чем другие кристаллы.
Также наблюдается в полимерах, содержащих в своём объёме молекулы с нелинейно-оптическими хромофорами — они также обладают большой поляризуемостью.